# Obiaruku
Obiaruku a vila é a sede de Ukwuani Área do governo local (AGL), do estado do Delta, na Nigéria. É uma das principais pátrias das pessoas que falam Ukwuani (akashiada). O Okpala-Ukwu de Obiaruku é o homem mais velho da cidade.